# Distretto di Jalgaon
Il distretto di Jalgaon è un distretto del Maharashtra, in India, di 3 679 936 abitanti. È situato nella divisione di Nashik e il suo capoluogo è Jalgaon.